# NGC 6231
NGC 6231 é um aglomerado aberto na direção da constelação de Scorpius. O objeto foi descoberto pelo astrônomo Giovanni Hodierna em 1654, usando um telescópio refrator. Devido a sua moderada magnitude aparente (+2,6), é visível mesmo a olho nu. 